# Велетенські брижі течії
Велетенські бри́жі течії́ (або велетенські знаки брижі течії) — річищні форми рельєфу висотою до 20 м, утворені на ділянках, прилеглих до тальвегів пристрежневих частин магістральних долин дилювіального стоку. Велетенські знаки брижі течії є морфологічним і генетичним макроаналогом дрібної піщаної брижі течії.

## Палеогеографічна основа
У четвертинний період на вінцях льодовиків і льодовикових систем, а також у величезних міжгірських улоговинах виникали велетенські льодовиково-запрудні озера. Ці озера регулярно руйнували льодовикові греблі й викликали надпотужні паводки — дилювіальні потоки. У результаті роботи цих супертечій рельєф геологічно миттєво змінювався (за хвилини-години-дні) й формувався новий, дилювіальний, морфолітологічний комплекс гірських і рівнинних скеблендів. Крім руйнівних дилювіальних утворень — велетенських каньйонів-кулі́, котлів, улоговин та інших, виникали також і акумулятивні морфолітологічні утворення у вигляді дилювію. Витрати суперпаводків перевищували 1 млн м³/с (з максимумом понад 18 млн м³/с), швидкості становили десятки м/с за глибин суперрічок у сотні метрів.
Найбільш діагностично-контрастними акумулятивними формами дилювіального рельєфу є велетенські знаки брижі течії, відкриті на початку 1980-х років у Росії (вперше в Євразії й другі у світі), дилювіальні вали-тераси й дилювіальні берми, при цьому велетенська брижа течії визнається найважливішою ланкою групи акумулятивних форм парагенетичних асоціацій дилювіального морфолітологічного комплексу.

## Історія відкриття рельєфу велетенської брижі течії
Історія вивчення скебленду чітко ділиться на два етапи: «старий», який почався з перших робіт Джона Гарлена Бретца й Джозефа Парді в Північній Америці й тривав до кінця XX століття, та увінчався відкриттям велетенських знаків брижі течії в Євразії, і «новий». Останній пов'язаний із багаторічним обговоренням походження цього рельєфу, в якому висловлювалися багато геологів, геоморфологів. Обмірковування походження скебленду так чи інакше бере до уваги всі аспекти дилювіальної теорії, починаючи від створення самих озер, тривалості їхнього існування, можливості їхніх зміщень і закінчуючи походженням дилювіальних утворень, уже доведених серед багатьох вчених інших країн.

### Старий етап
Джон Гарлен Бретц, автор засновку дилювіального походження Ченнелд Скебленду, як доказ своєї теорії, крім руйнівних форм скебленду (ущелин-кулі́, водоспадів-катаракт — ланцюжків кавітаційних «велетенських котлів», відмитих від пухких відкладень потоками дилювіальних залишків) до дилювіально-акумулятивних утворень відносив «велетенські гравійні бари» (дилювіальні вали-тераси). Лише після доповіді Дж. Т. Парді в 1940 р. в Сіетлі на сесії Американської асоціації прогресу в науці в науковий обіг увійшов вираз «giant current ripples» у його сучасному, дилювіальному, розумінні (хоча в роботах деяких геологів у зовсім іншому контексті вживався цей вислів і раніше, наприклад, в роботах А. Тілія). Самого Дж. Г. Бретца на цю нараду 1940 року в Сіетлі не запросили.
Дж. Т. Парді коротко схарактеризував ці форми, які він виявив ще на початку XX століття в дослідженні пізньо-плейстоценового озера Міссула. Бувши першовідкривачем цього озера, Дж. Т. Парді понад тридцять років, аж до виходу на пенсію, не розповідав про руйнівні прориви велетенських північноамериканських плейстоценових льодовиково-запрудних озер. «Офіційна» американська геологія у вигляді Геологічної служби США, яка жорстко в той час контролювала всі наукові дослідження, в першій половині XX століття була проти припущення Дж. Г. Бретца. Дж. Т. Парді був співробітником цієї організації, тому довго не наважувався оголосити свої думки. Однак з ім'ям саме цього дослідника вчені пов'язують відкриття й правильне пояснення рельєфу велетенських знаків брижі.
Після оприлюднення роботи Дж. Т. Парді в 1942 р. велетенські знаки брижі почали виявляти в межах території Колумбійського базальтового плато (в напрямку якого відбувалося руйнівне спустошення оз. Міссула й деяких інших льодовиково-запрудних озер) буквально всюди.
Спеціальна робота з вивчення геоморфології й палеогідрології американського скебленду була розпочата Віктором Бейкером. Саме В. Р. Бейкер позначив усі основні відомі сьогодні в Америці поля велетенських знаків брижі, й саме він першим зробив спробу множинними вимірами парних параметрів дилювіальних дюн і за їхнім механічним складом отримати головні гідравлічні характеристики міссульських повеней. Зрозуміло, що для цього застосовувалися (ще з часів Бретца) інші відомі в той час способи, зокрема, формули Шезі й Манінга. Однак за цими взаємозв’язками оцінювалися швидкості й витрати дилювіальних потоків на стрижнях. В. Р. Бейкер розраховував палеогідравлічні характеристики над полями бриж, тобто на ділянках, віднесених від стрижня й (або) на спаді паводку, де швидкості течії дилювіальних потоків повинні бути менше максимальних (але витрати все одно становили сотні тисяч кубічних метрів води в секунду).
Майже шість десятиліть у світовій літературі існувала думка про унікальність льодовиково-запрудного озера Міссула (Missoula Lake), що вже стала хрестоматійною й увійшла в підручники льодовикового-запрудного озера Міссула, та його руйнівні прориви, які увійшли в канон ще одного з «чудес світу», властивих Америці.

### Новий етап
Першим дослідником у Росії, який не тільки визначив походження велетенських знаків брижі течії, а й описав їхню будову та реконструював (в комплексі з іншими паводковими формами) палеогляціогідрологію району геолого-знімальних робіт, був В. В. Бутвіловський. Але він зробив свої реконструкції зовсім не там, де зараз продовжуються обговорення (тобто в басейнах Чуйської й, особливо — Курайської, улоговини, в долинах річок Чуї й Катуні), а в долині Башкауса на Східному Алтаї. Він описав для невеликої ділянки повний палеогідрологічний сценарій із часу останнього зледеніння, який цілком відповідає сучасним уявленням про льодовикову палеогідрологію суші. Він показав, що виявлене ним четвертинне Тужарське льодовиково-запрудне озеро після досягнення критичного рівня перейшло в долину р. Чулишман. Він підкреслив, що в долині Башкаусу та Чулишману пройшов усього один, але дуже потужний потік із максимальною витратою приблизно 880 тис. м³/с (визначення проводилося за формулою Шезі). Згодом Бутвіловський захистив свої гіпотези в докторській дисертації.

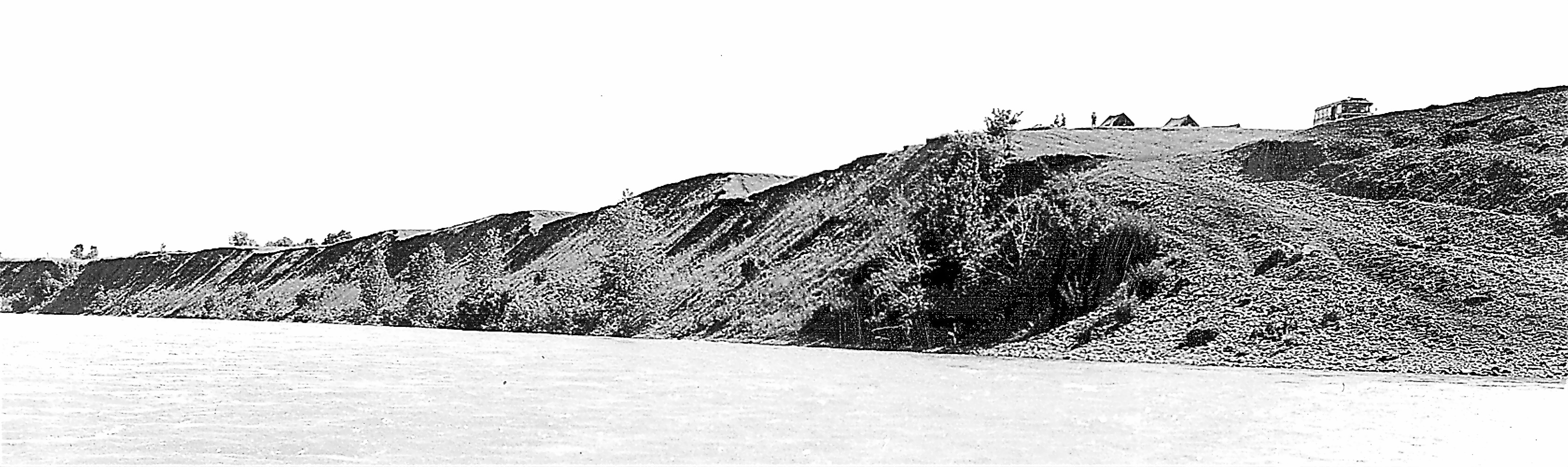
Велетенська брижа течії на лівому березі Катуні, в районі с. Платове, Алтай. Сусідні лінії майже до деталей повторюються.

Інший російський геоморфолог-гляціолог, О. М. Рудий, працюючи в Центральному та Південно-Східному Алтаї, займався вивченням режиму найбільших на Алтаї Чуйського, Курайського та Уймонского льодовиково-запрудних озер. Восени 1983 року він зробив спеціальні польові спостереження на лівобережній ділянці Катуні, відомій зараз як «поле велетенської брижі Платово-Підгірне». У результаті в СРСР вийшла перша публікація, присвячена множинним катастрофічним проривам цих величезних плейстоценових льодовиково-запрудних озер.
У 1980-х рр. були зроблені спеціальні польові роботи на ділянках полів велетенських знаків брижі, виявлених А. Н. Рудим, чотири з яких згодом стали ключовими, тобто вивчаються спеціально багато років фахівцями різних країн. До цих ділянок належать поле брижі на правому березі Катуні між селами Платове й Підгірне, дилювіальні дюни й антидюни Яломанського скебленду, а також поля велетенської брижі в Курайській міжгірській улоговині, в долинах низин річок Актру й Тюте та в урочищі озера Кара-Коль.

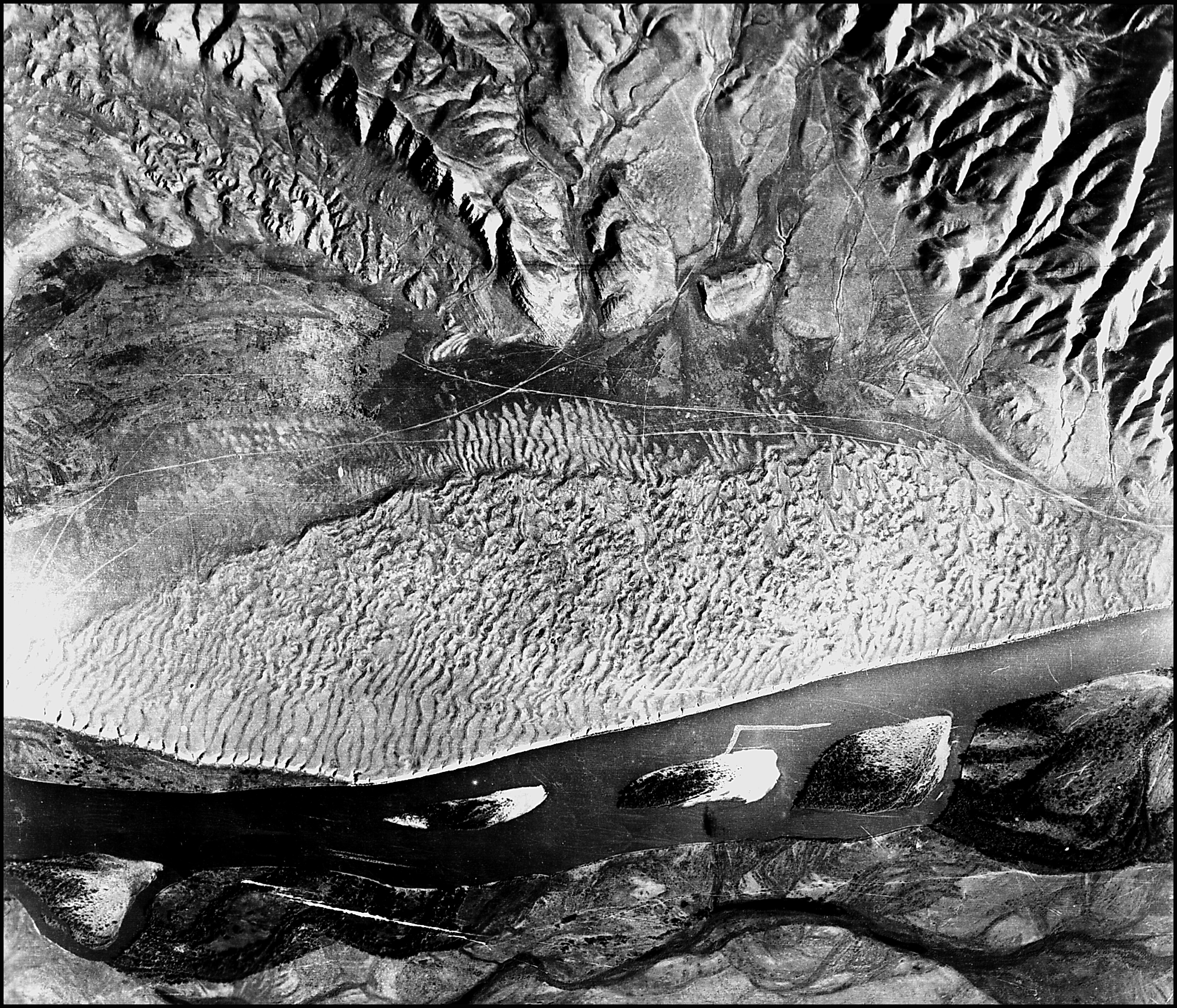
Поля велетенських знаків брижі течії різної морфології на правобережжі Єнісею (Бій-Хем) під гирлом Елегею. Максимальна ширина річки на знімку — 500 метрів, висота тераси, за якою проходить брижа — 25 метрів.

У той самий час М. Г. Гросвальд вперше описав і фізично інтерпретував поля велетенської брижі течії міжгірських улоговин Саяно-Тувинського нагір'я, в долинах Верхнього Єнісею. Зараз ці поля також вивчаються міжнародними експедиціями, з'явилися роботи, де є детальні дослідження велетенських знаків брижі Саяно-Тувинського нагір'я.

### Сучасний етап міжнародної наукової кооперації
На початку 1990-х років відбулися перші міжнародні експедиції, присвячені спеціальному вивченню азійського дилювіального морфолітологічного комплексу з метою порівняння основних палеогідроморфологічних характеристик гірського скебленду Центральної Азії, вже розроблених на той час у Росії, й відомих рівнинних дилювіальних утвореннях території Ченнелд Скебленду Північної Америки. У цих перших експедиціях, крім російських фахівців (М. Р. Кир'янової й О. М. Рудого), брали участь учені з США (В. Р. Бейкер), Великої Британії (П. А. Карлінг), Німеччини (К. Фішер і Маттіас Куле) та Швейцарії (К. Зігенталєр). Одним із вагомих досягнень цієї міжнародної кооперації став висновок про те, що алтайські пізньочетвертинні дилювіальні потоки були найпотужнішими потоками прісної води на Землі, а їхні витрати (понад 18 млн м³/с), глибини й швидкості (сотні метрів та десятки м/с, відповідно) перевищували встановлені максимальні величини гідравлічних параметрів проривів з Міссула. Ці результати можна визнати правдивими, оскільки на обох місцях велетенських знаків брижі працювали одні й ті ж дослідники за однаковими методиками. Безпосередньо над полями знаків брижі ці цифри були набагато менші, чого й слід було очікувати на ділянках водних потоків, віднесених від стрижня. Витрати близько 700 000 м³/с обрахував А. Н. Рудий на ділянці Платово-Підгірне, та понад 750 000 м³/с отримав у зоні зворотних течій у Курайській улоговині П. А. Карлінг.
Надалі на Алтаї успішно працювала група німецьких седиментологів під керівництвом Юргена Гергета. У кількох великих статтях були представлені деталізовані палеогідравлічні параметри дилювіальних потоків у долинах Чуі й Катуні. У Туві після польового симпозіуму Комісії з глобальної палеогідрології Міжнародного союзу з вивчення четвертинного періоду (серпень 2001 року), в якому брали участь В. Р. Бейкер (США), Лешек Старкель (Польща), Е. Францінетті (Бразилія), Г. Комацу (Японія — Італія), Дж. Нансон (Австралія), Е. Г. Браун (Англія), О. М. Рудий, А. Ф. Ямських та ін., були детально розглянуті та вивчені поля велетенської брижі течії, про які за двадцять років до цього говорив М. Г. Гросвальд. У 2009 році вийшла стаття Горо Комацу й співавторів про тувинську палеогідрологію пізнього плейстоцену. У статті були представлені світлини та опис виявлених раніше полів велетенських знаків брижі течії М. Г. Гросвальдом і Н. В. Лукіною й знову відкритих міжнародною групою.
У середині першого десятиліття XXI століття до вивчення гідроморфологічних проблем цього екзотичного рельєфу приступили географи МДУ з лабораторії снігових лавин і селів. Використовуючи дистанційні методи роботи, й інтерпретуючи інформацію, передану з космосу із супутників, були отримані дані про нові місця полів велетенської брижі течії в інших місцях на Землі. Матеріали про алтайські дилювіальні ландшафти увійшли в міжнародні фундаментальні підручники, енциклопедії й путівники.

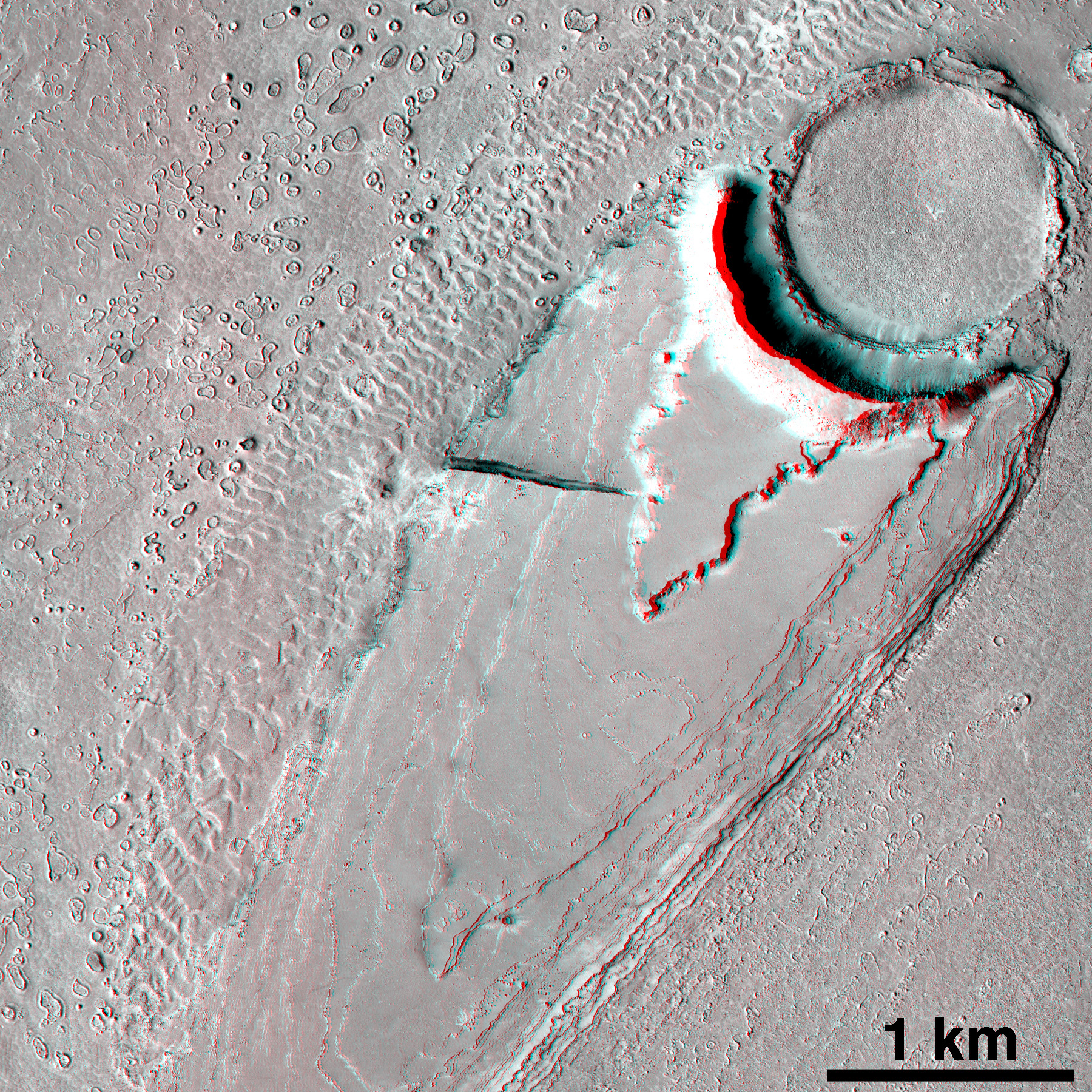
Велетенська брижа течії в долині Атабаска, плато Цербера, Марс, NASA. Перегляд в кольорових Анагліф-окулярах.

Успіхи порівняльної планетології на зіставленні з алтайскими й північноамериканськими відповідниками дозволили виявити велетенську брижу течії на Марсі.

### Альтернативні теорії
Більшість вчених і геологів-практиків традиційно створювали, а деякі продовжують створювати, свої палеогеографічні та палеогляціологічні реконструкції на основі уявлень про провідні екзогенні процеси в гірських і середньогірських районах, в загальному, правильною, але далеко не повною схемою «зледеніння — річковий стік». При цьому річковим стоком розуміють як деякий «флювіогляціальний» стік, що вказує на водотоки в гляціальній і в перигляціальній зонах, що виникають від льодовиків і створюють під ними утворення, які називають «флювіогляціальними». Оскільки сьогодні в багатьох районах подійно-просторового ланцюга відсутній один дуже важливий елемент — льодовиково-запрудні озера, створені дилювіальними процесами, бралися до уваги як такі, що зробилися за результатами льодовикових або флювіальних процесів. А оскільки дилювіальний рельєф і відкладення принципово відмінні від алювію й морен, то й пояснення утворення «незвичайних» форм рельєфу мали незрозуміле для деяких дослідників походження, часом навіть і досить незвичайне. Є інші точки зору механізму утворення велетенської брижі, наприклад, унаслідок землетрусів, роботи льодовиків, водної ерозії, й навіть випадання метеоритів на Гірський Алтай.
Невелика група авторів (П. А. Окішев, А. В. Поздняков, Б. А. Борисов, Д. А. Тимофієв, А. В. Гон та інші) оприлюднюють статті, в яких Курайська, наприклад, велетенська брижа характеризується як «полібрижові, малобрижові» морени, в інших випадках — як «інверсійний рельєф, створений талими льодовиковими водами», або результат падіння метеоритів, чи навпаки, поява брижі пояснюється наслідком землетрусів, мерзлоти й т. п.
Настільки несхожі теорії були висловлені одними й тими ж авторами, але в різних статтях, при цьому вони не сперечаються між собою, а заперечують паводкове походження Курайської брижі. Про інші географічні місця полів велетенських бриж ці дослідники не розповідають.
Новітня критика цих альтернативних уявлень про дилювіальне походження була недавно висловлена Г. Г. Русановим у Росії і Юргеном Гергетом у міжнародній науковій пресі, а також у численних роботах Г. Комацу, В. Бейкера, І. А. Волкова, М. Г. Гросвальда й багатьох інших.

## Головні діагностичні ознаки велетенських знаків брижі течії
У науковій літературі визначають головні ознаки велетенських знаків брижі течії:
1. висота хвилі від 2 до 20 метрів за довжини хвилі від 5—10 до 300 метрів;
2. знаки брижі витягнуті навхрест дилювіальними потоками. Вони чітко й закономірно асиметричні. Ближні схили, орієнтовані назустріч потоку, більш пологі й мають ледь випуклі профілі (профіль[en] «китової спини»); дальні схили крутіші й мають слабо зігнуті профілі в пригребеневих частинах;
3. до гребенів і верхніх частин схилів часто належать скупчення великих слабо обкатаних валунів і брил;
4. велетенські знаки брижі складаються з гальково-дрібновалунних відкладень із незначною присутністю грубих пісків. Уламковий матеріал має діагонально-косу шаруватість, згідно з падінням дального схилу. Незалежно від віку брижі (зазвичай — час останнього пізньо- й післяльодовиков’я) порода суха й пухка, уламки не цементовані суглинним і супіщаним матеріалом.
5. поля велетенської брижі течії належать до шляхів стоків з улоговини льодовиково-запрудних озер і вирових зон у розширеннях каналів стоку.

Досі не вдалося виявити діагностичні ознаки літології речовини велетенської брижі, що відрізняли б їх від інших генетичних типів пухких відкладень у розрізах. Наявність косих шаруватих серій у деяких товщах флювіального походження, які В. В. Бутвіловський визначає як поховані брижі (наприклад, оголення в кар'єрі в пригирлової частини річки Іша й інших), проте в природі виглядають не так чудово, як це показується автором. Крім факту косого падіння флювіальних валунних гальковиків ніщо не говорить про те, що перед дослідником — поховані велетенські знаки бриж.
Можна лише припускати. А круте падіння шаруватості річищних алювіальних фацій — дуже часте явище. Мабуть, проблема діагностики дилювіальних відкладень у похороненому стані, тобто — без геоморфологічного контролю, може бути вирішена не тільки на рівні текстурних особливостей дилювію, а й на рівні мікроскопічного вивчення літології відкладень велетенських знаків брижі, тобто мінералогічного складу тонкої фракції, форми зерен, аналізу акцесорній, тощо й порівняння узагальнень цього матеріалу з різними фаціями сучасного гірського алювію на однойменних створах. Таку роботу намагався провести С. В. Парначов, але дослідження привели його до несподіваного висновку — речовина дилювію не відрізняється від речовини алювію. С. В. Парначев був змушений ввести нове поняття «дилювіальних (паводкових) алювій». Це, звичайно, неможливе поєднання, оскільки фізичні характеристики середовищ, у яких формуються алювій і дилювій, різні.
Зараз можна вважати, що головними діагностичними ознаками велетенських знаків брижі течії є їхні великі розміри, особливості морфології та текстури й грубий склад їхнього уламкового матеріалу.

## Термінологія
З усіх дилювіальних утворень велетенської брижі викликає різноманітну (якщо не найбільше) кількість різних термінологічних визначень. Так, власне, термін «велетенська брижі течії» є звичайним означенням. Цей термін почав уживатися в США та перейшов в інші наукові лексики світу.
Поряд із загальною назвою, О. М. Рудий запропонував поняття «дилювіальних (паводкових) дюн і антидюн», що узгоджується з використовуваними для велетенських бриж термінами, що вживаються, наприклад, у Великій Британії та Німеччині: «giant gravel dunes» (хоча можна помітити, що останній термін неточно показує будову цього рельєфу, оскільки в ньому беруть участь, хоча й не завжди переважають, і інші фракції). Можливо, для полів великих знаків велетенської брижі (таких, наприклад, як у Курайській і Чуйській улоговинах на Алтаї, або тувинських форм, а також виявлених форм в інших районах Землі й на Марсі) зручно застосовувати термін «дилювіальний бархан або барханоїд».

## Механізм формування велетенських знаків брижі течії

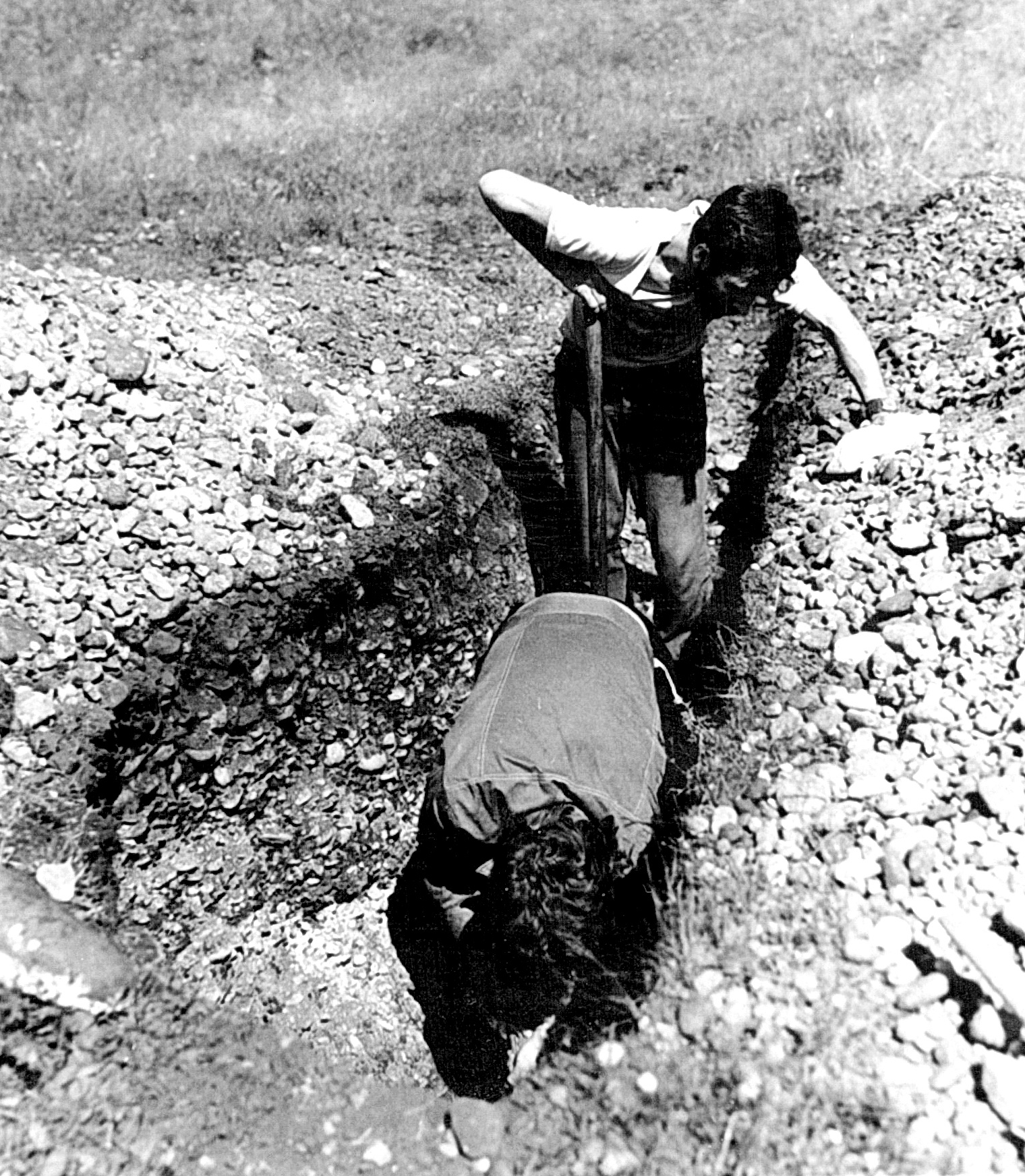
Студенти-геоморфологи Томського університету проходять канаву навхрест простяганню гребеня велетенської брижі в районі селищі Платове, передгір'я Алтаю, правий берег Катуні, липень 1984.

Механізм формування велетенських знаків брижі течії принципово подібний до процесу утворення дрібної піщаної брижі, який зараз досить докладно вивчений. Було встановлено, що висота й довжина хвилі брижі збільшується зі збільшенням глибини й швидкості води. Ця залежність складна, хоча в окремих інтервалах парних параметрів утворень і потоку може бути лінійною: В = 4,2D, де В — довжина хвилі, а D — глибина потоку. Близькі відношення наводить і М. С. Ялин: В = 5D. За деякої критичної глибини води ця залежність може змінюватися на зворотний: чим глибше потік, тим нижчі дилювіальні дюни, але, ймовірно, більша довжина хвилі.
Однак, як зазначав Р. Б. Дайнгарт, правила Яліна можна використовувати для малих гравійних форм ложа, але, виходячи з наведених формул, за стометрової довжини паводкової дюни глибина потоку повинна бути 20 м. За глибини потоку в сотні метрів, які мали американські, алтайські й тувинські дилювіальні потоки, слід було б очікувати зовсім іншу морфометрію річищних форм скебленду. Отже, наведені пропорції менш ймовірні для велетенської брижі, утвореної високоенергетичними течіями.
В останні роки для обчислення основних гідравлічних характеристик дилювіальних потоків застосовуються комп'ютерні імітаційні моделі, в основі яких лежать дані про поздовжні похили каналів стоку, ухили водної поверхні суперпаводків, обсягів води озер та інші (програми HEC-2, HEC RAS-3 і їхні версії для несталого й, останні, для сталого плину). Результати цих робіт дають приблизні результати й по суті деталізують уже обчислені раніше за програмою НІС-2 максимальні витрати, швидкості, глибини потоків, а також зсуви ложа та інші на основних створах у долинах Чуї й Катуні. Періоди проходження дилювіальних потоків основними долинами також можна порівняти — це були історично миттєві події, тривалістю від декількох хвилин до декількох днів (за даними робіт О. М. Рудого, П. Е. Карлінга зі співавторами, Ю. Гергета та іншими) — від початку до повного спорожнення улоговинних льодовиково-запрудних озер, зокрема Чуйского й Курайського. Отже, час формування брижового рельєфу на гідравлічно відповідних ділянках дна таких потоків також можна порівняти з наведеними періодами — рельєф велетенської брижі течії формувався й змінювався дуже швидко. Розроблення цього рельєфу практично припинялося одразу ж після закінчення суперпаводків.
Чергування гранулометрично різнорідних шарів і горизонтів у будові паводкових дюн можна пояснити комбінацією механізмів періодичного зсуву великоуламкового матеріалу, що накопичується в пригребеневій частини дистального шару, флуктуаціями потоку й короткоперіодичними змінами гранулометрії нанесеного матеріалу. П. Е. Карлінг вважає також, що падіння шаруватості в паводкових дюнах наближене до стану спокою, тому гряди в річищі переміщалися в основному не обвалюванням і зсувом, а перекочуванням рухомих шарів через вигин у вершині гребенів і відкладенням їх на дальньому схилі.
Для зростання брижі в умовах відповідного потоку потрібні дуже невеликі інтервали часу. Р. Б. Дайнгарт на прикладі річок північного заходу США встановив, що за висоти гребенів річкових дюн у межах 0,2—0,4 м їхня довжина збільшується до 30 м за 1—2 доби. Т. К. Густавсон спостерігав на сучасних річках Техасу те, як під час повені річкова брижа виростала до 2 м за довжини хвилі близько 100 м. Хоча прямі фізичні аналогії між сучасними піщаними брижами й велетенськими валунно-гальковими дилювіальними дюнами не можуть бути правильними, й ці дані підтверджують те, що формування рельєфу велетенської брижі течії в четвертинних дилювіальних потоках відбувалося досить енергійно.
Зараз же можна зробити попередній висновок про те, що велетенські знаки брижі течії є річищними формами, які не можуть бути зіставлені безпосередньо зі спостережень ні в сучасних ущелинах і невеликих розгалужених річках, ні у великих річкових долинах.
Нині ні в одній країні не розроблена класифікація велетенських знаків брижі течії подібна тим, які є для дрібної річкової брижі.

## Географічне поширення
Зараз особливо докладно вивчаються вже згадані географічне місце рельєфу велетенської брижі течії в трьох несумісних за площею регіонах:
- Колумбійське базальтове плато (територія Ченнелд Скебленд). Велетенська брижа відкрита Дж. Т. Парді, найбільш ґрунтовно вивчалася Дж. Г. Бретцом і В. Р. Бейкером, починаючи з 1920-х років. Основні географічні місця (понад п'ятдесят) пов'язані, в основному, з катастрофічними проривами льодовиково-запрудного озера Міссула в басейні Колумбії.
- Алтай. У Курайській улоговині, на правобережжі р.Тете велетенські брижі були відкриті в кінці 1950-х років Г. Ф. Лунгерсгаузеном і О. А. Раковець, в басейні р. Башкаус — В. В. Бутвіловскім і в долинах річок Катуні й Чуї — О. М. Рудим. Найбільш ретельно вивчалися В. В. Бутвіловскім, О. М. Рудим, Г. Г. Русановим і П. А. Карлингом. Сьогодні відомі десятки місцеперебування велетенської брижі течії практично у всіх великих річкових долинах і міжгірських западинах Алтаю. Улітку 2010 року професор Пол Карлінг із Саутгемптонського університету планує дослідження будови дилювіальних дюн і антидюн Алтаю на ключових ділянках за допомогою радіолокатора, розробленого Петером Гуггенбергером із колегами у Швейцарському федеральному інституті водних проблем і технологій[en], Цюрих[56].
- Тува. Велетенська брижа течії була відкрита М. Г. Гросвальдом і вперше описана ним у 1987 році, а Н. В. Лукіною з Геологічного інституту РАН — в 1991 році. Щойно вийшла перша велика публікація про палеогідрологію Саяно-Тувинського нагір'я, в якій представлені опис, аналіз і фотографії всіх відомих і виявлених в останні роки велетенських знаків брижі[32]. Ця брижі в долинах верхнього Єнісею, як вважають усі її дослідники, формувалася в кінці останнього пізньольодовикового періоду в каналах дилювіальних стоків з північно-монгольського улоговинного льодовиково-запрудного озера Дархатське.

Величезна робота була пророблена нещодавно в Московському й Томському державних університетах із виявлення рельєфу велетенської брижі течії й попередньої реконструкції палеогідрологічної ситуації на території всіх континентів Землі за допомогою дешифрування аерокосмічної інформації. За дистанційного аналізу земної поверхні, як зазначає геоморфолог із МДУ С. С. Чорноморець, враховувалися наступні вимоги та особливу увагу надали таким ділянкам:

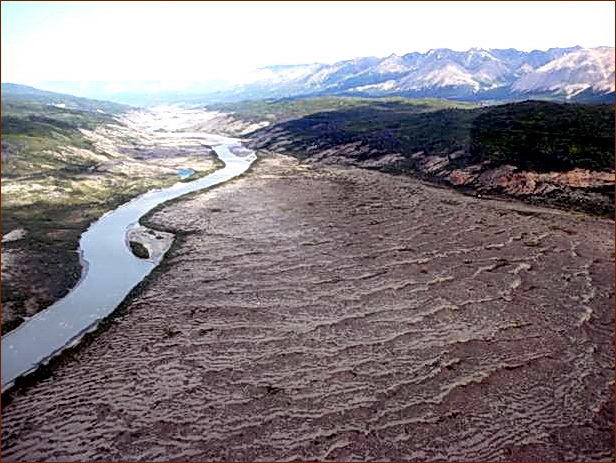
Сучасні знаки велетенської брижі течії в долині річки Алсек, Юкон (гори Святого Іллі, Канада).

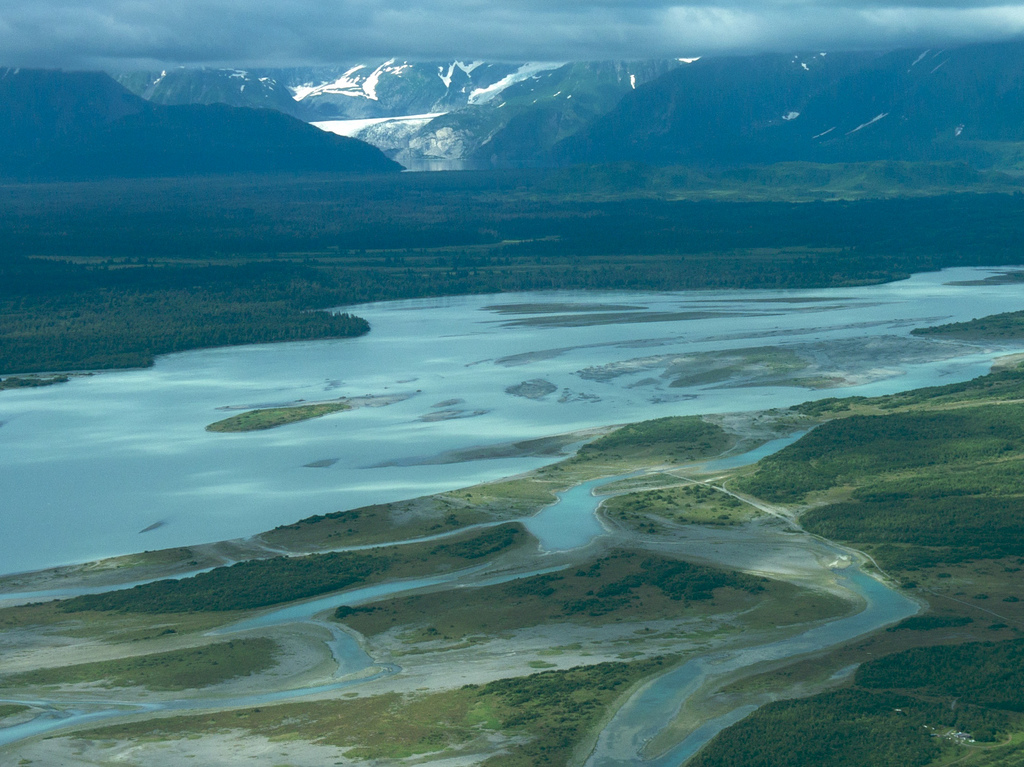
Долина Алсеку — вгору на льодовик.

- протяжні високогірні долини, де є сліди їхнього блокування, або де є підстави припускати їхнє існування в минулому;
- «зустрічі» дилювіальних дюн і антидюн у декількох місцях вздовж долини. Якщо велетенська брижа течії виявляється в одному місці, то, як правило, її вдається знайти в інших місцях вище або нижче за течією, протягом декількох десятків кілометрів, як це є на вивчених територіях Алтаю і Туви;
- у певних випадках — наявність озерних терас і дропстоунів.

Крім заходу США, Алтаю й Туви, форми велетенської брижі зустрічаються:
- в долині річки Алсек (гори Святого Іллі, Канада) [57][58] ;
- в долині річки Ярлун Цзанбо (Тибет, Китай) [59] ;
- у верхів'ях річки Хунза і далі вздовж річки Інд (північні райони Пакистану) на 170-кілометровому протязі, починаючи від міста Гілгіт;
- в долині річки Інд поблизу Скарду (північні райони Пакистану);
- в долині річки Нубра[en] (Кашмір, Індія);
- в долині річки Мургаб-Аксу на Памірі.

Мабуть, наймолодшими у світі є дилювіальні дюни в долині річки Алсек. Їхнє формування припадає на кінець XIX — початок XX століття. Льодовикові греблі виникали тут щонайменше 4 рази, і їхнє утворення було пов'язано зі змінами р. Алсек під час переміщення льодовика Ловелл. За результатами аерофотографування були розшифровані чітко виражені форми рельєфу велетенської брижі течії. Крім того, були простежені сліди старих рівнів підземного озера на бортах долини річки. Було також встановлено, що дилювіальні дюни утворюються як вище пружності греблі, де за прориву стоячих вод озера починають рухатися, так і нижче неї, куди приходить проривна хвиля. При цьому морфологія дилювіальних дюн вище й нижче греблі дещо різниться. Цими роботами були також виявлені особливості будови бортів долини в місцях перебування льодовика, які в майбутньому можуть бути використані для аналізу схожих об'єктів в інших районах.

## Палеогеографічне значення
Сучасні реконструкції льодовикової палеогідрології Алтаю й Туви почалися з відкриття та вивчення будови, морфології й географії рельєфу велетенських знаків брижі течії. Інші форми скебленду, особливо в гірських районах, можуть мати неоднозначну генетичну інтерпретацію. Однак у сукупності з велетенськими брижами вони вказують на спосіб їхнього утворення: були великі зледеніння, й були великі льодовиково-запрудні озера. Були систематичні й грандіозні їхні прориви, в результаті яких за години-дні-тижні кардинально змінювалася вихідна топографія району. Велетенські знаки брижі течії — винятковий доказ катастрофічних проривів льодовиково-запрудних озер і/або вибухового танення льдовика.
Відкриття й нанесення на карту нових місцеперебувань полів велетенських знаків брижі течії та інших дилювіальних утворень надає досліднику новий науковий і методологічний інструмент для відновлення відомої сьогодні лише в загальних рисах грандіозної системи перигляціальних палеостоків всієї Центральної й Північної Азії.
На територіях четвертинного заледеніння й прильодовикових водойм повинні бути виявлені велетенські знаки брижі течії. І навпаки, на територіях, де виявлені велетенські знаки брижі течії, повинні бути виявлені сліди четвертинних зледенінь і льодовиково-запрудних озер.
Згідно з офіційним реєстром Американської геологічної служби, пізньочетвертинні алтайські дилювіальні потоки, відкриті й досліджені першою чергою за велетенськими ознаками брижі течії, за своїми гідравлічними характеристиками займають перше місце у світі, північноамериканські міссульскі — друге та тувинські — третє.

## Зображення в культурі
Рок-група Diluvium має на своєму сайті світлини й тексти про алтайський делювій.